# The Journey of Man

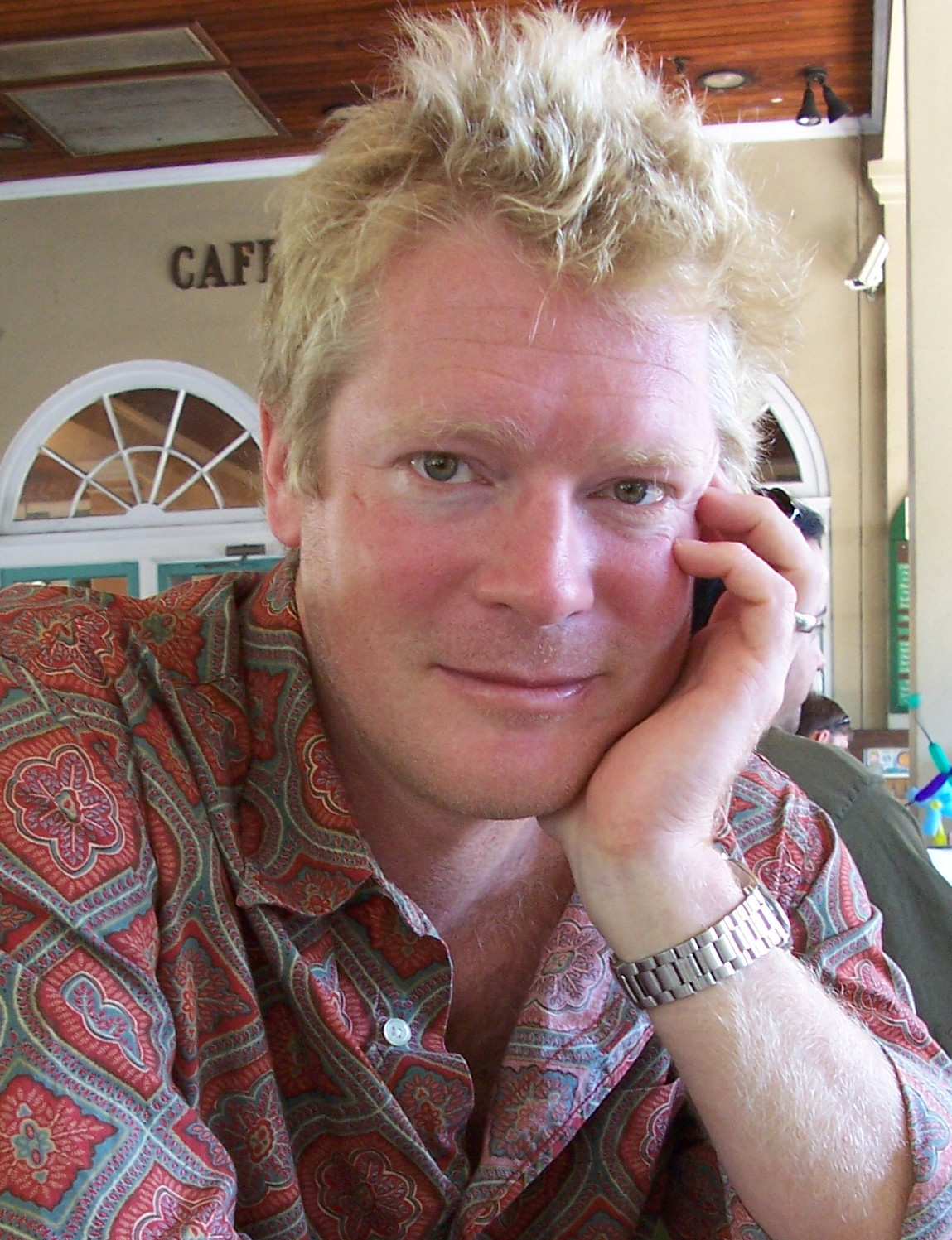
Spencer Wells

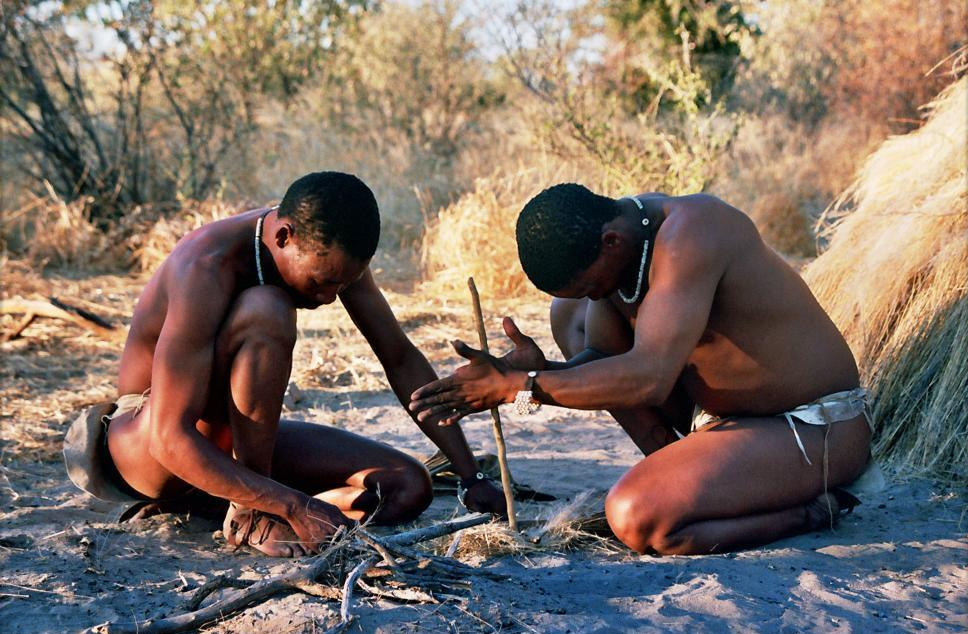
Người San tạo lửa bằng tay

Người Vanuatu tạo lửa, 2005

The Journey of Man: A Genetic Odyssey (tạm dịch: Hành trình của loài người) là cuốn sách của Spencer Wells (sn. 1969), một nhà di truyền học và nhân chủng học người Mỹ, xuất bản năm 2002. Trong cuốn sách này ông sử dụng các kỹ thuật và lý thuyết về di truyền học và sinh học tiến hóa để theo dõi sự phát tán địa lý của những cuộc di cư ban đầu của loài người ra khỏi châu Phi. Cuốn sách đã được dựng thành phim tài liệu truyền hình vào năm 2003.

## Tóm tắt
Theo giả thuyết nguồn gốc duy nhất gần đây của người hiện đại, tổ tiên loài người có nguồn gốc từ châu Phi, và cuối cùng tìm đường đến phần còn lại của thế giới. Phân tích nhiễm sắc thể Y là một trong những phương pháp được sử dụng để truy tìm lịch sử của Homo sapiens sơ khai. Mười ba dấu hiệu di truyền trên nhiễm sắc thể Y phân biệt các quần thể của con người.
Người ta tin rằng, trên cơ sở bằng chứng di truyền, tất cả loài người đang tồn tại hiện nay đều có nguồn gốc từ một người đàn ông duy nhất sống ở châu Phi khoảng 60 Ka BP (Ma/Ka: Mega/Kilo annum before present: triệu/ngàn năm trước). Những nhóm người sớm nhất được cho là tìm thấy hậu duệ ngày nay của họ trong số những người San, một nhóm ngày nay được tìm thấy ở miền tây nam châu Phi. Người San nhỏ hơn người Bantu. Họ có làn da sáng hơn, mái tóc cuộn chặt hơn và có chung nếp nhăn kỳ dị (epicanthal fold) ở mắt với người dân Trung và Đông Nam Á.
Miền nam và miền đông châu Phi được cho là ban đầu có dân cư giống như người San. Kể từ thời điểm ban đầu đó, phần lớn phạm vi của chúng đã bị người Bantu tiếp quản. Bộ xương của những người tổ tiên này được tìm thấy ở các địa điểm thời kỳ đồ đá cũ ở Somalia và Ethiopia. Cũng có những dân tộc ở Đông Phi ngày nay nói những ngôn ngữ khác nhau về cơ bản, tuy nhiên có chung những đặc điểm cổ xưa của ngôn ngữ San, với những âm thanh nhấp và pop đặc biệt của nó. Đây là những ngôn ngữ duy nhất trên toàn thế giới sử dụng những âm thanh này trong lời nói.
Khi con người di cư ra khỏi châu Phi, tất cả họ đều mang một dấu hiệu di truyền trên nhiễm sắc thể Y được gọi là M168 (Haplogroup CT (Y-DNA)).
Làn sóng di cư đầu tiên ra khỏi châu Phi bám sát các bờ biển, theo một dải dọc theo các khu vực ven biển của Ấn Độ Dương bao gồm các phần của Bán đảo Ả Rập, Trung Đông, tiểu lục địa Ấn Độ và vào Đông Nam Á, xuống đến những gì bây giờ là Indonesia, và cuối cùng là đến Australia. Nhánh gia đình loài người này đã phát triển một chất đánh dấu mới M130 (Haplogroup C (Y-DNA)).
Làn sóng đầu tiên này dường như đã để lại những người da đen dọc theo con đường di cư, bao gồm những nhóm người Negrito sống biệt lập ở Đông Nam Á như người Andaman của quần đảo Andaman (cách bờ biển phía tây Thái Lan khoảng 400 km), người Semang ở Malaysia và người Aeta ở Philippines.
Làn sóng di cư thứ hai diễn ra theo chiều hướng Bắc hơn, tách ra một nơi nào đó trong khu vực xung quanh nơi ngày nay được gọi là Syria để tiến sang nội địa châu Á, nơi nó chia cắt nhiều lần nữa ở Trung Á, phía bắc Afghanistan. Các dòng chảy vào Trung Á mang marker M9 (Haplogroup K (Y-DNA)). Các điểm đánh dấu khác đã được thêm vào sau khi các con đường di cư đi theo nhiều hướng khác nhau từ Trung Á.
Từ Trung Á, một nhóm nhỏ di cư về phía đông bắc, theo sau những con tuần lộc. Đây là tổ tiên của các nhóm người Siberia như người Chukchi, một số ít trong số họ ngày nay vẫn sống theo lối sống du mục. Một nhóm thậm chí còn nhỏ hơn, ước tính khoảng không quá 20 người, đã vượt qua khu vực ngày nay là Biển Bering cách đây khoảng 15 Ka BP, trong thời kỳ băng hà cuối cùng, và di cư vào Bắc Mỹ. Họ là tổ tiên của người Mỹ bản địa, và 800 năm sau, họ đã vươn xa đến tận Nam Mỹ.
Người dân châu Phi được cho là đã bắt đầu cách đây khoảng 50 Ka BP, đủ lâu để có nhiều thay đổi xảy ra ở những người còn sống ở châu Phi. Các xu hướng di truyền được ghi nhận liên quan đến những người rời châu Phi và lịch sử di truyền của họ. Sự đa dạng được tìm thấy bên ngoài châu Phi có thể đã được nhấn mạnh vì các quần thể di cư đến các bãi săn mới hiếm khi có cá thể di chuyển ngược trở lại các khu vực định cư trước đây. Nhưng ở châu Phi, sự cô lập được hỗ trợ chủ yếu về mặt địa lý bởi sa mạc Sahara, khiến người dân ở những khu vực không bị sa mạc ngăn cách có thể đi lại và di cư tương đối tự do.